# 核孔蛋白
核孔蛋白（英語：nucleoporins）是一类蛋白质家族，作为构成核孔复合物的砖块。核孔复合物是长度纵穿整个核被膜的巨大结构物，形成了细胞核与细胞质之间调控高分子流动的峡口。核孔蛋白家族包含了50～100种蛋白质，是真核细胞核孔复合物的主要构成部分。核孔可允许水溶性分子转运穿过核被膜。
该家族包含的蛋白质根据其分子量（千道）而得名，列表：
- NUP35、NUP37、NUP43、NUP50
- NUP54、NUP62、NUP85、NUP88、NUP93、NUP98
- NUP107、NUP133、NUP153、NUP155、NUP160、NUP188
- NUP205、NUP210、NUP214